# Aiki-jutsu
Aiki-jutsu (jap. 合気術) lub aiki-jūjutsu (jap. 合気柔術) – jedna z zasad stosowana w japońskich sztukach walki.

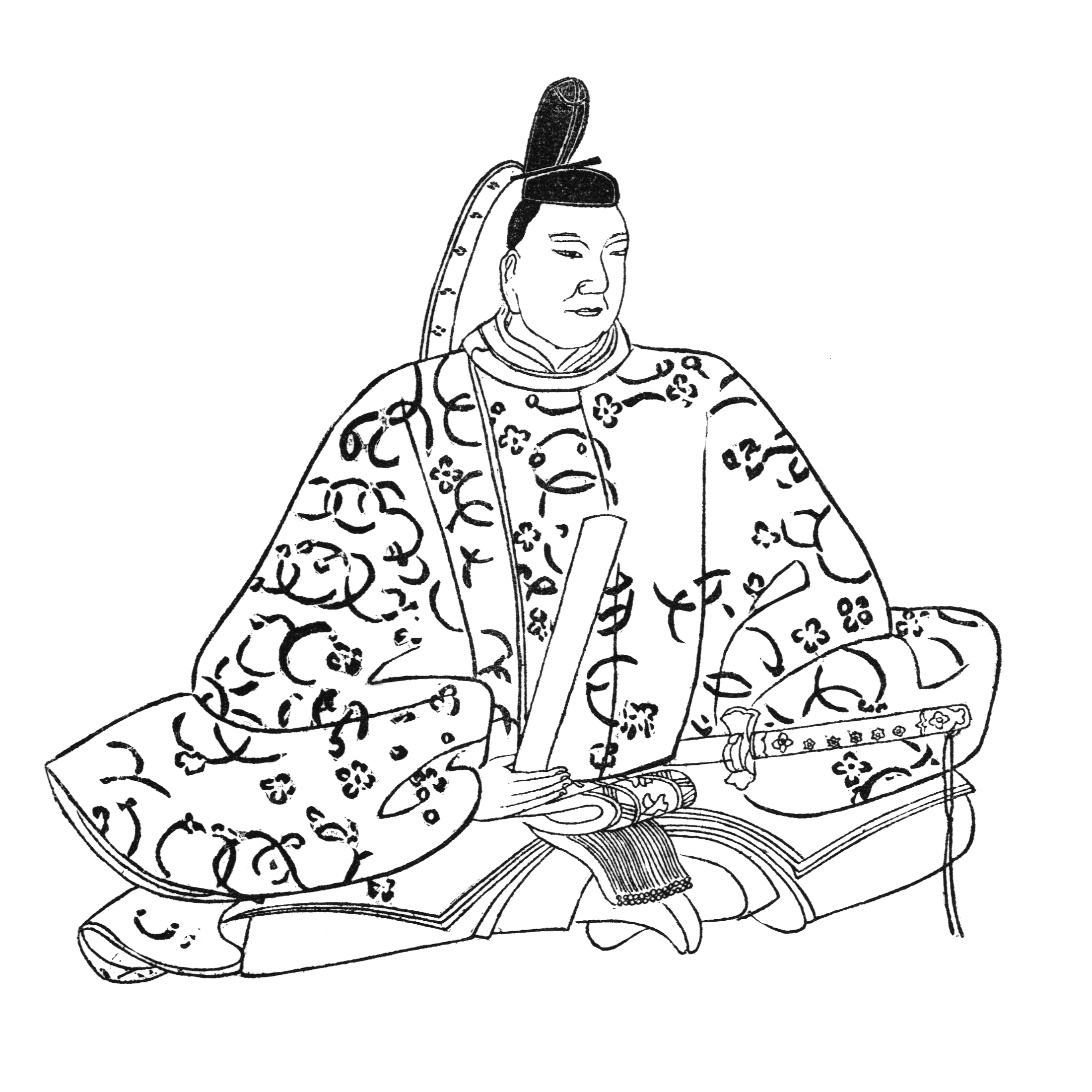
Yoshimitsu Minamoto

Termin aiki-jutsu można przetłumaczyć jako zharmonizowanie, zjednoczenie wyrażone poprzez ai (合), przy wykorzystaniu siły ducha i energii ki (気) i posługiwaniu się własną techniką, sztuką, umiejętnością (jutsu, 術). Jū (柔) oznacza miękkość, łagodność. 
Aiki to zasada lub taktyka walki, w której broniący się wykorzystuje siłę, atak napastnika, aby zdominować go własną dynamiką, energią ki i wykorzystaniem własnej techniki. Łączenie się z ruchami napastnika pozwala broniącemu się kontrolować działania atakującego przy minimalnym wysiłku. Jū yoku gō wo seisu, 柔よく剛を制す, "miękkość pokonuje twardość".

## Legenda
Niektóre podania, które są prawdopodobnie częściowo zgodne z prawdą podają, że 700 lat temu na północ od góry Fudżi istniała starożytna szkoła budō. Szkoła ta specjalizowała się w nauczaniu sztuki zwanej aiki-jutsu i była utrzymywana w ścisłym sekrecie. Nauczano tylko nielicznych, zaufanych uczniów, najczęściej o arystokratycznym rodowodzie. Sztuka ta początkowo brała źródła w szermierce ken-jutsu. Z czasem rozwijała się i stopniowo zaczęła przewyższać techniki jū-jutsu.
Rodziną, w której przekazywano tajemnice aiki-jutsu miała być rodzina Takeda.

## Szkoły nauczająceaiki-jutsu
Najbardziej znaną szkołą opartą na koncepcji aiki była Daitō-ryū. Mistrz judo, Kenji Tomiki, twierdzi, że w niektórych podręcznikach sekretnych metod walki, można znaleźć wzmianki na temat Daitō-ryū. Informacje te datują początek istnienia tej szkoły sztuk walki na okres Kamakura (1185–1333 rok). Za twórcę tej metody uważa się Yoshimitsu Minamoto (1045–1127). Sztukę tę praktykowali wojownicy z rodu Minamoto. Kolejnym sukcesorem był klan Aizu. Klan ten uległ wchłonięciu przez ród Takeda, który jest uważany za kontynuatora tej sztuki walki.

## Aikido
Sōkaku Takeda jako jeden z nielicznych przedstawicieli rodu Takeda nauczał sztuki walki osoby spoza swojego rodu. W 1915 roku przyjął na ucznia Morihei Ueshibę, który był bardzo zdolnym uczniem. Ueshiba otrzymał dyplom jego szkoły w maju 1916 roku. Elementy Daitō-ryū i aiki-jutsu można odnaleźć we współczesnym aikido stworzonym właśnie przez Ueshibę.